# Claudine en ménage
Claudine en ménage est un roman français de Colette, paru en 1902 aux éditions Mercure de France. C'est le troisième tome de la série Claudine écrit par Colette, c'est la suite de Claudine à Paris et il est suivi par le tome quatre: Claudine s'en va.
Claudine s'est mariée avec Renaud et tous deux se sont installés ensemble à Paris. Ce dernier mène une vie mondaine. Mais l'arrivée d'une jeune femme, Rézi, vient perturber l'équilibre du couple. Attirée par Rézi, Claudine finit par entamer une liaison avec la jeune femme, tandis que Renaud ferme les yeux sur l'adultère.

## Résumé
Six semaines après le retour de son voyage de noces de quinze mois, Claudine recommence à écrire dans son journal. Elle se souvient de ses brèves fiançailles avec Renaud, au cours desquelles ce dernier voulait s'abstenir de toute relation jusqu'au jour du mariage. Elle se souvient de sa nuit de noces, qu'elle a vécue sans crainte excessive et même avec un certain esprit : «  Ce Renaud puissant me fait penser, par association d'idées, à la longue Anaïs qui voulait toujours glisser ses énormes mains dans des gants trop serrés. À part ça, j'aime tout, en fait j'aime tout trop. Il est doux d'ignorer d'abord, puis d'apprendre, tant de raisons de rire nerveusement, de crier, et d'émettre de courts gémissements en cambrant mes orteils. »
Au retour de son voyage de noces en Europe centrale, Claudine persuade son mari de l'accompagner à Montigny, sa ville natale. Dans l'école où elle a fait ses études secondaires, ils rencontrent la directrice, Mlle Sergent, alors que son assistante, la belle Aimée Lanthenay, pour laquelle Claudine avait eu un coup de foudre, est absente. Le couple s'intéresse aux filles qui sont restées à l'école pour l'été, en retenue, et au moment de partir, Claudine embrasse sur la bouche la petite Hélène « le fantôme de Luce », la camarade de classe qui était tombée amoureuse d'elle, tandis que Renaud embrasse une jeune fille se nommant Pomme, au travers laquelle il croit voir une Claudine plus jeune.
Cependant, une ombre ne cesse de planer autour de sa relation avec Renaud. Ce dernier a maintenant 45 ans et est rongé par la peur de vieillir. Il cherche alors une confirmation dans le plaisir d'autres femmes, et lorsqu'ils rentrent enfin à Paris, il décide de reprendre ses salons du jeudi. Le père de Claudine, de son côté, ne supporte plus Paris et le manque de place dans l'appartement de la rue Jacob; il fait ses valises et retourne à Montigny, emmenant avec lui la chatte Fanchette, amie et confidente de Claudine.
Claudine n'a jamais pardonné à son mari de vouloir l'épouser au lieu d'en faire sa maîtresse, avec une liberté de mouvement et sans les obligations des salons bourgeois. Le premier jour de la réception, elle retarde autant que possible son apparition parmi les invités, mais décide finalement d'y assister après que Renaud soit venu la chercher : « Claudine, ma petite fille, ce n'est plus possible… J'ai dit d'abord que tu n'étais pas rentrée, mais, je t'assure, la situation devient critique : Maugis prétend que je te cache dans un souterrain connu de Dieu seul… […] Les gens vont croire que tu as peur… »
Au cours de la soirée, elle va rencontrer la belle et fascinante Rézi Lambrook, l'épouse d'un ancien officier britannique qui s'est ruiné en Inde : « Une des vraies raisons de son charme : tous ses gestes, mouvements des hanches, flexion de la nuque, mouvement vif d'un bras vers les cheveux, ondulation de la taille lorsqu'elle s'assoit, traçant des courbes si proches du cercle que j'en lisais le motif, anneaux entrelacés, spirales parfaites de coquillages, qui laissaient dans l'air ses mouvements doux. »
Il ne faut que quinze jours pour que les deux jeunes femmes deviennent intimes. Rézi fait comprendre à Claudine la passion secrète qu’elle éprouve pour elle. Cette étroite amitié, combinée au fait que la jeune mariée ne se laisse pas aller à flirter avec les hommes qui fréquentent les salons, fait naître dans la société la rumeur qu'elle aime les femmes.
Claudine se trompe si elle craint que son mari ne soit jaloux : au contraire, il semble que, contrairement au mari de Rézi, il encourage leur relation. Les deux femmes se voient tous les jours en fin d'après-midi, mais M. Lambrook est méfiant et intervient toujours pour empêcher leur intimité. Frustrée, Claudine emprunte sa garçonnière à Marcel, le fils de Renaud et son pair ; mais il est dangereux pour deux femmes seules de s'y rendre, le voisinage pourrait les dénoncer, aussi Renaud propose-t-il de les accompagner à chaque fois.
Le ménage se poursuit sur la corde raide, mais Claudine ressent une passion trop forte pour interrompre celle-ci. Mais un jour d'été, elle tombe malade et se retrouve alitée. Soudain méfiante, elle quitte la maison et se rend dans l'appartement prêté par Marcel, y surprenant Rézi et Renaud.
Blessée et déçue, elle quitte immédiatement la maison de son mari et Paris, retournant à Montigny où son père l'accueille. Renaud lui écrit, désemparé, pour lui demander pardon. Quatre jours de promenades dans les bois, au contact de la nature, permettent à Claudine de retrouver son équilibre. Elle écrit à son mari qu'elle ne retournera jamais à Paris, mais que si elle le souhaite, il peut déménager avec elle à Montigny.

## Personnages
- Claudine, le personnage principal du roman. Fraîchement mariée, elle va se révéler mélancolique de sa terre natale et va développer un amour nouveau pour la jeune Rézi. Mais elle va vite se rendre compte que cette dernière la trompe avec son mari. Trahie par les deux personnes qu'elle aime le plus, elle va décider de retourner à Montigny.
- Renaud, désormais époux de Claudine. Il va l'encourager tout au long du roman dans sa liaison avec Rézi, mais il sera révélé à la fin du roman que celui-ci entretenait aussi une relation avec Rézi, et ce, dans le dos de Claudine. Il va ensuite la supplier de lui pardonner en lui envoyant de nombreuses lettres après qu'elle soit partie rejoindre son père.
- Rézi Lambrook, une Américaine issue de la bonne société parisienne, est un personnage inspiré de Georgie Raoul-Duval, ancienne amante de Colette, que celle-ci remplacera par Missy[3] après avoir été trahie.

## Analyse et critique

### Analyse
Pour écrire ce roman controversé, Colette a donc encore une fois puisé dans ses expériences, et sa propre histoire. En effet, l'autrice, qui est aussi comédienne, actrice et journaliste, affirme et revendique fièrement son homosexualité, chose rare pour l'époque. Dans Claudine en ménage, des rumeurs sont lancées sur l'homosexualité de la protagoniste : nous constatons donc la présence d'éléments personnels de la vie de Colette au sein de ses œuvres, ses personnages étant tirés de sa vie réelle avec Renaud inspiré de Willy, Claudine inspirée d'elle-même et Rézi inspirée de son ancienne amante Georgie-Raoul Duval.
Ce roman participe, comme le reste de ses écrits, au développement du féminisme en revendiquant la place de la femme dans la société, avec une émancipation et un affranchissement des tabous, sexuels par exemple. Son assurance et son impudeur sont d'ailleurs louées par la presse :
« C’est par son cantique de la jouissance féminine que Colette domine la littérature de la première moitié du XXe siècle. Détestant les féministes, fréquentant les homosexuelles […], elle impose néanmoins une fierté de femme qui n’est pas étrangère, en profondeur, à la révolution des mentalités qui verra s’amorcer lentement l’émancipation économique et sexuelle des femmes. »
En ayant recours à l'autofiction dans Claudine en ménage, Colette parvient donc à illustrer le parcours d'une jeune femme qui, en réalité, partage beaucoup plus de points communs avec elle que l'on ne pourrait le croire. Sa vie a considérablement influencé son œuvre.
Aussi, il faut savoir que le titre original du roman donné par Colette était : « Claudine amoureuse ». Mais cette version ne parut jamais en librairie, pour la simple et bonne raison que Georgie, incarnée par Rézi dans le roman, avait racheté puis brûlé toutes les éditions publiées par la maison d'édition Ollendorf. Ils réussirent finalement à le publier en changeant de maison d'édition, ainsi qu'en modifiant le titre du roman par celui que l'on connaît tous aujourd'hui.

### Critique
Ce récit audacieux a, par conséquent, radicalement divisé le public en termes d'opinions. Rachilde, femme de lettres ayant vécu entre le XIXe et le XXe siècle, décrit Claudine en ménage comme un roman à portée sociale qui...
« est un coup de canif hardi donné dans le fameux contrat conjugal que tous les époux de tous les temps ont eu l’imprudence de rédiger une fois pour toutes [...]. Que les femmes excusent avec simplicité les caprices des maris et que les maris pardonnent généreusement les caprices de leur femme, il y aura beaucoup moins de divorces (et plus d’enfants !)  »
L'article de Jean Lorrain, un écrivain français, dans Le Journal , retranscrit une conversation type de lecteurs ayant lu le livre : « Vous avez lu ? Je n’ai pas pu continuer, c’est scandaleux ! Je ne suis pas prude, mais enfin... »
La critique concernant cette œuvre (ainsi que beaucoup d'œuvres de Colette) est donc nettement divisée, entre la reconnaissance envers l'autrice de revendiquer l'homosexualité et la place de la femme dans ses romans, et l'horreur de lire des écrits aussi peu conventionnels.

## Relations LGBT dans le roman
Ce roman est le premier de Colette à transposer une relation ouvertement lesbienne entre deux personnages : Claudine et Rézi. Colette en profite d'ailleurs pour afficher Claudine, personnage à travers lequel elle raconte son vécu dans les romans, et dont une grande partie des récits sont autobiographiques. Étant ouvertement bisexuelle, la bisexualité a une grande place dans sa vie et son œuvre, elle aura eu tout au long de sa vie plusieurs relations avec des femmes. Claudine en ménage est d'ailleurs la première dans laquelle elle nous le montre ouvertement.
En effet, dans Claudine à l'école, Colette nous montre plusieurs relations ambiguës entre des femmes, mais sans pour autant les affirmer, elle reste vague, ce qui rend le lecteur assez confus. Avec Claudine en ménage, elle sera désignée comme reine de la bisexualité par Julia Kristeva. Sa tournure sexuelle a d'ailleurs beaucoup choqué lors de sa sortie.
Mais on parle aussi de l'homosexualité dans ce roman, avec notamment le personnage de Marcel, devenu le beau-fils de Claudine à la suite de son mariage avec son père Renaud. Ce dernier avait déjà été mis en scène dans Claudine à Paris. Colette fut d'ailleurs l'une des premières à mettre en scène dans un roman un personnage homosexuel avec Marcel et son compagnon Charlie.

## Adaptations
- 1917 : Claudine en ménage, court-métrage (réalisateur anonyme) avec Maud Loty dans le rôle-titre
- 1978 : Claudine en ménage, téléfilm d'Édouard Molinaro avec Marie-Hélène Breillat dans le rôle-titre[14]

## Citations
- « Le vice, c'est le mal qu'on fait sans plaisir[15]. »
- « La volupté est faite de désir, de perversité, de curiosité allègre, d'insistance libertine[16]. »